# Maisonnisses
Maisonnisses est une commune française située dans le département de la Creuse en région Nouvelle-Aquitaine.
Ses habitants sont appelés les Maisonnisseaux.

## Géographie
Elle est située entre Pontarion, Guéret et Ahun. Le territoire communal est arrosé par la rivière Gartempe.
| Sardent |              | Peyrabout                 |
| Sardent | Maisonnisses | Lépinas                   |
| Sardent |              | La Chapelle-Saint-Martial |

### Climat
Pour des articles plus généraux, voir Climat de la Nouvelle-Aquitaine et Climat de la Creuse.
Historiquement, la commune est exposée à un climat montagnard.  
En 2020, Météo-France publie une typologie des climats de la France métropolitaine dans laquelle la commune est exposée à un climat de montagne et est dans la région climatique  Ouest et nord-ouest du Massif Central, caractérisée par une pluviométrie annuelle de 900 à 1 500 mm, maximale en automne et en hiver.
Pour la période 1971-2000, la température annuelle moyenne est de 9,6 °C, avec  une amplitude thermique annuelle de 14,9 °C. Le cumul annuel moyen de précipitations est de 1 150 mm, avec 13,4 jours de précipitations en janvier et 8,5 jours en juillet. Pour la période 1991-2020, la température moyenne annuelle observée sur la station météorologique la plus proche, située sur la commune de Pontarion à 8 km à vol d'oiseau, est de 10,5 °C et le cumul annuel moyen de précipitations est de 1 155,8 mm,. Pour l'avenir, les paramètres climatiques de la commune estimés pour 2050 selon différents scénarios d’émission de gaz à effet de serre sont consultables sur un site dédié publié par Météo-France en novembre 2022.

## Urbanisme

### Typologie
Au 1er janvier 2024, Maisonnisses est catégorisée commune rurale à habitat dispersé, selon la nouvelle grille communale de densité à 7 niveaux définie par l'Insee en 2022.
Elle est située hors unité urbaine. Par ailleurs la commune fait partie de l'aire d'attraction de Guéret, dont elle est une commune de la couronne,. Cette aire, qui regroupe 72 communes, est catégorisée dans les aires de moins de 50 000 habitants,.

### Occupation des sols
L'occupation des sols de la commune, telle qu'elle ressort de la base de données européenne d’occupation biophysique des sols Corine Land Cover (CLC), est marquée par l'importance des forêts et milieux semi-naturels (60,2 % en 2018), en augmentation par rapport à 1990 (58,7 %). La répartition détaillée en 2018 est la suivante : 
forêts (55,3 %), prairies (21,4 %), zones agricoles hétérogènes (15,8 %), milieux à végétation arbustive et/ou herbacée (4,9 %), zones urbanisées (2,7 %). L'évolution de l’occupation des sols de la commune et de ses infrastructures peut être observée sur les différentes représentations cartographiques du territoire : la carte de Cassini (XVIIIe siècle), la carte d'état-major (1820-1866) et les cartes ou photos aériennes de l'IGN pour la période actuelle (1950 à aujourd'hui).

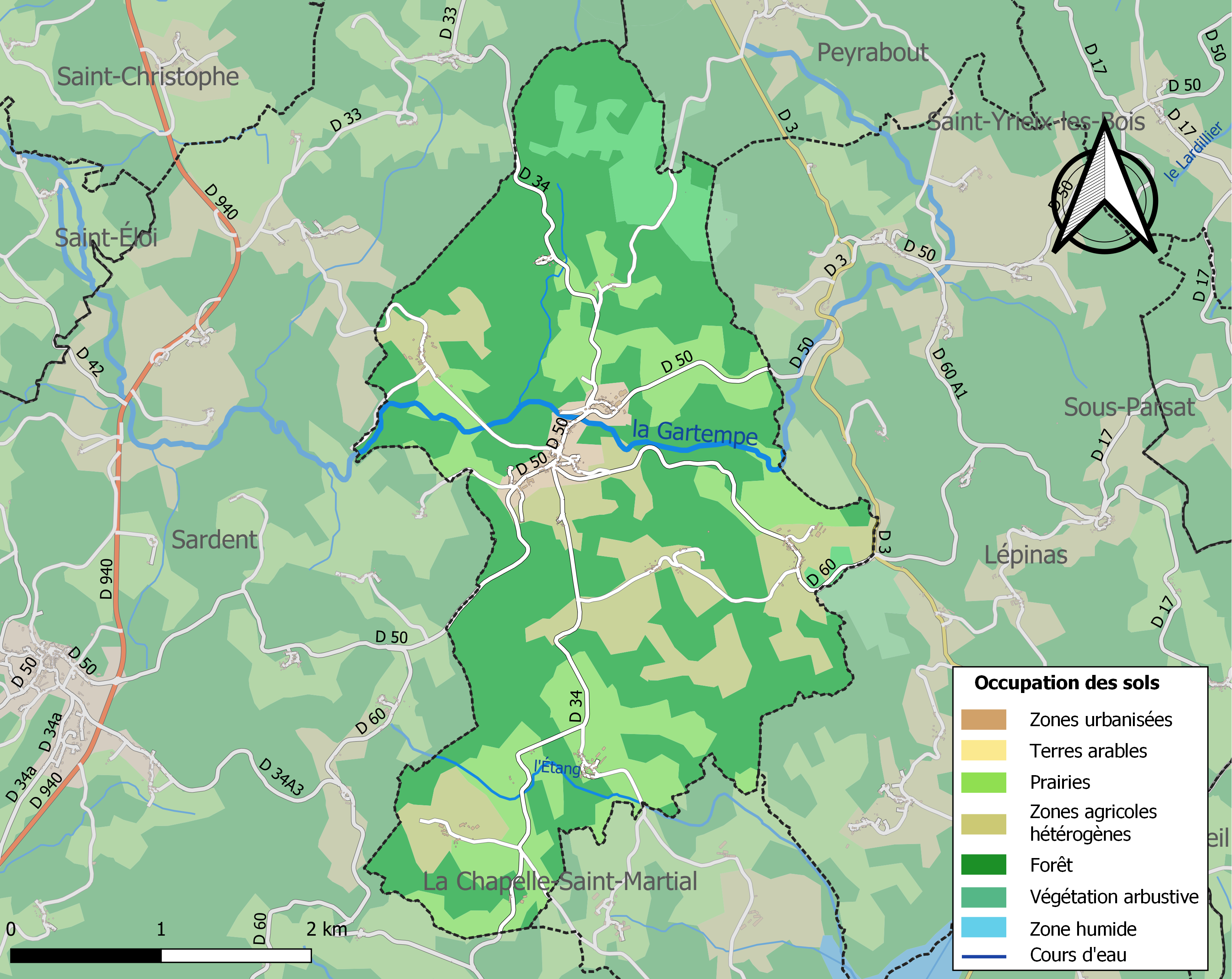
Carte des infrastructures et de l'occupation des sols de la commune en 2018 (CLC).

### Risques majeurs
Le territoire de la commune de Maisonnisses est vulnérable à différents aléas naturels : météorologiques (tempête, orage, neige, grand froid, canicule ou sécheresse) et séisme (sismicité faible). Il est également exposé à un risque particulier : le risque de radon. Un site publié par le BRGM permet d'évaluer simplement et rapidement les risques d'un bien localisé soit par son adresse soit par le numéro de sa parcelle.

#### Risques naturels

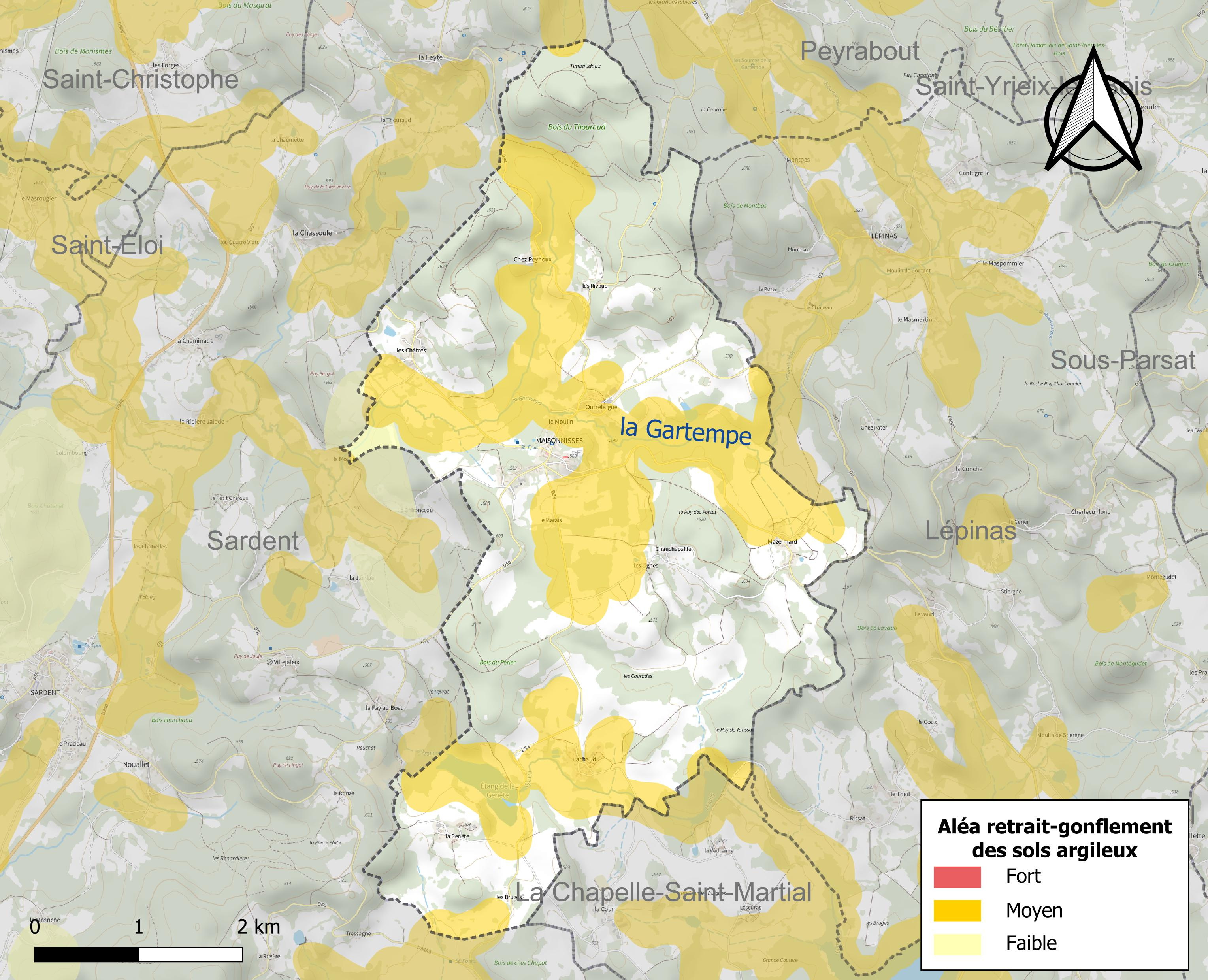
Carte des zones d'aléa retrait-gonflement des sols argileux de Maisonnisses.

Le retrait-gonflement des sols argileux est susceptible d'engendrer des dommages importants aux bâtiments en cas d’alternance de périodes de sécheresse et de pluie. 35,5 % de la superficie communale est en aléa moyen ou fort (33,6 % au niveau départemental et 48,5 % au niveau national). Sur les 158 bâtiments dénombrés sur la commune en 2019, 66 sont en aléa moyen ou fort, soit 42 %, à comparer aux 25 % au niveau départemental et 54 % au niveau national. Une cartographie de l'exposition du territoire national au retrait gonflement des sols argileux est disponible sur le site du BRGM,.
Par ailleurs, afin de mieux appréhender le risque d’affaissement de terrain, l'inventaire national des cavités souterraines permet de localiser celles situées sur la commune.
La commune a été reconnue en état de catastrophe naturelle au titre des dommages causés par les inondations et coulées de boue survenues en 1982 et 1999. Concernant les mouvements de terrains, la commune a été reconnue en état de catastrophe naturelle au titre des dommages causés par des mouvements de terrain en 1999.

#### Risque particulier
Dans plusieurs parties du territoire national, le radon, accumulé dans certains logements ou autres locaux, peut constituer une source significative d’exposition de la population aux rayonnements ionisants. Certaines communes du département sont concernées par le risque radon à un niveau plus ou moins élevé. Selon la classification de 2018, la commune de Maisonnisses est classée en zone 3, à savoir zone à potentiel radon significatif.

## Géologie
La commune est classée en zone de sismicité 2, correspondant à une sismicité faible.

### Transports en commun
- Réseau TransCreuse

## Toponymie
Maisoniças ou Maisuniças en limousin,.

## Les Hospitaliers
Maisonnisses (en occitan, maison importante) est une ancienne commanderie de l'ordre de Saint-Jean de Jérusalem qui faisait partie de la langue et du grand prieuré d'Auvergne.
Son histoire, de ses origines à la Révolution de 1789, a été étudiée par Bernard Aldebert dans son étude Maisonnisses en Creuse, publiées par le CGHHML en 2005.
L'existence de Maissonnisses en tant que commanderie est avérée depuis 1468, l'appartenance de la paroisse et de l'église aux Hospitaliers depuis le tout début du XIVème siècle..
À partir du XVe siècle, cette commanderie disposait de quatre annexes, à savoir:
- Cosnat, paroisse de Vidaillat: Le commandeur y percevait uniquement des rentes et la dîme de la laine.
- Montbut (La Brionne), à l'époque paroisse de Saint-Sulpice-le-Guérétois : Chapelle, dîme et rentes y compris sur les villages de La Gosne [sic], La Loze, La Métairie et Les Betoulles.
- Peyrabout: Paroisse, dîme, cens, rentes féodales et foncières et droit de mainmorte
- Savennes: Église paroissiale avec le moulin des Vergnes et celui de La Moline[Note 2]

## Politique et administration
| Période                                  | Période   | Identité            | Étiquette | Qualité                |
| ---------------------------------------- | --------- | ------------------- | --------- | ---------------------- |
| avant 1995                               | ?         | Gaston Pasquet      |           |                        |
| mars 2001                                | 2014      | Serge Meaume        | PS        |                        |
| mars 2014                                | mars 2020 | Michèle Hylaire     | SE        | Fonctionnaire          |
| mars 2020                                | En cours  | Dominique Berteloot | SE        | Fonctionnaire retraité |
| Les données manquantes sont à compléter. |           |                     |           |                        |

## Démographie

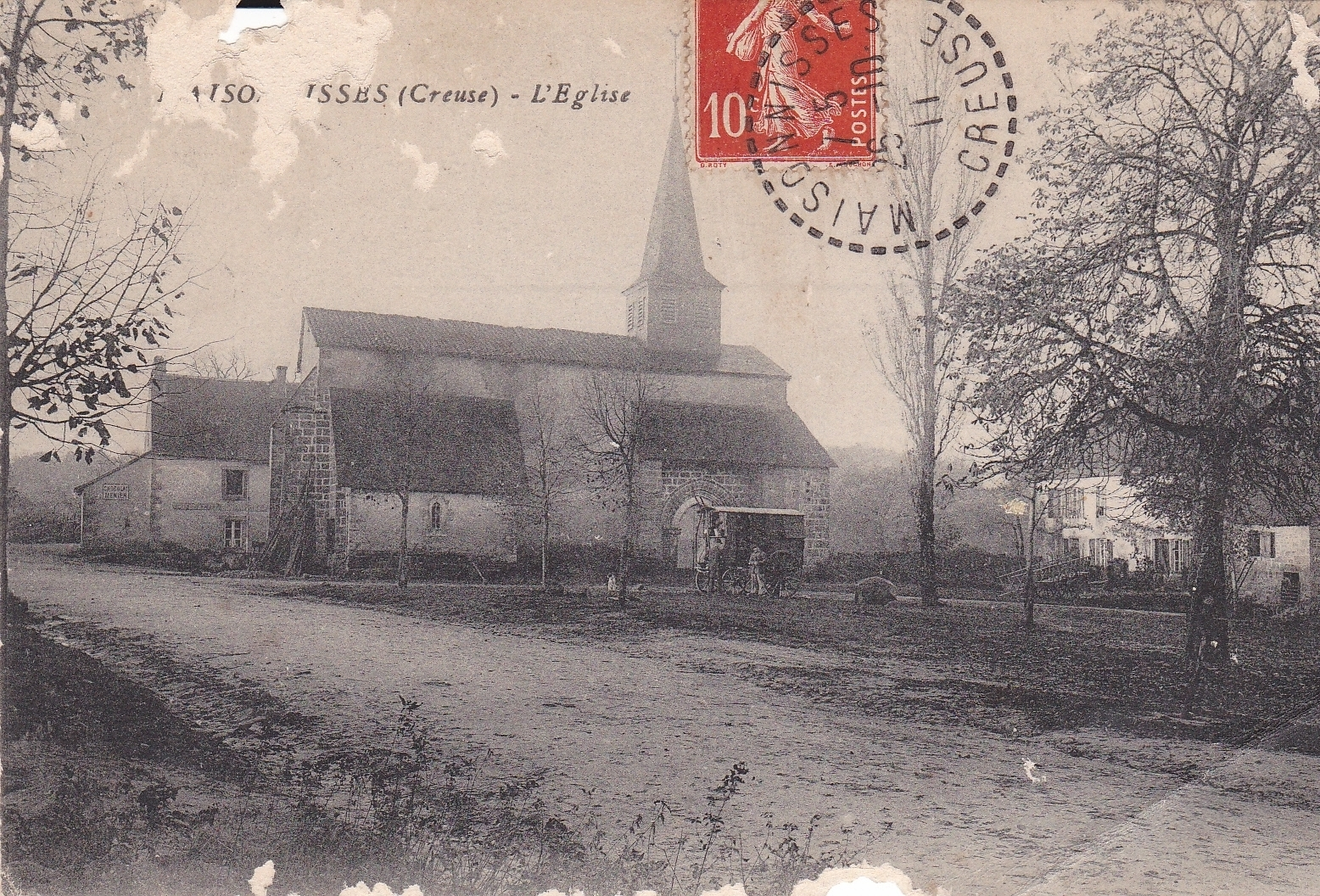
Carte postale de l'église vers 1910.

L'évolution du nombre d'habitants est connue à travers les recensements de la population effectués dans la commune depuis 1793. Pour les communes de moins de 10 000 habitants, une enquête de recensement portant sur toute la population est réalisée tous les cinq ans, les populations de référence des années intermédiaires étant quant à elles estimées par interpolation ou extrapolation. Pour la commune, le premier recensement exhaustif entrant dans le cadre du nouveau dispositif a été réalisé en 2008.

En 2022, la commune comptait 175 habitants, en évolution de −11,17 % par rapport à 2016 (Creuse : −3,32 %, France hors Mayotte : +2,11 %).
| 1793 | 1800 | 1806 | 1821 | 1831 | 1836 | 1841 | 1846 | 1851 |
| ---- | ---- | ---- | ---- | ---- | ---- | ---- | ---- | ---- |
| 505  | 508  | 558  | 556  | 577  | 503  | 613  | 636  | 661  |

| 1856 | 1861 | 1866 | 1872 | 1876 | 1881 | 1886 | 1891 | 1896 |
| ---- | ---- | ---- | ---- | ---- | ---- | ---- | ---- | ---- |
| 658  | 632  | 617  | 667  | 692  | 660  | 720  | 704  | 655  |

| 1901 | 1906 | 1911 | 1921 | 1926 | 1931 | 1936 | 1946 | 1954 |
| ---- | ---- | ---- | ---- | ---- | ---- | ---- | ---- | ---- |
| 657  | 610  | 539  | 516  | 511  | 384  | 414  | 389  | 344  |

| 1962 | 1968 | 1975 | 1982 | 1990 | 1999 | 2006 | 2008 | 2013 |
| ---- | ---- | ---- | ---- | ---- | ---- | ---- | ---- | ---- |
| 316  | 284  | 265  | 189  | 206  | 213  | 208  | 207  | 204  |

| 2018 | 2022 | - | - | - | - | - | - | - |
| ---- | ---- | - | - | - | - | - | - | - |
| 183  | 175  | - | - | - | - | - | - | - |

## Lieux et monuments
- Une commanderie des Hospitaliers de l'ordre de Saint-Jean de Jérusalem dont l'origine remonte au XIIe siècle, son château vendu à la Révolution a été démoli[29].
- L'église Saint-Sébastien de Maisonnisses du XIVe siècle. Elle est construite sur une crypte inscrite à l'inventaire supplémentaire des monuments historiques en 1925[30].
- À l'intérieur de l'église se trouve un gisant, cette statue est aussi inscrite à l'inventaire supplémentaire des monuments historiques.
- Une statue funéraire, gisant au repos, retrouvée dans un champ par un laboureur, a repris sa place initiale dans l'église du XIIIe siècle. S'agit-il de la même ou d'une autre ?
- Au bois du Thouraud, le monument commémoratif du premier maquis Creusois livre l'histoire douloureuse et plus récente de la Seconde Guerre mondiale. C'est là que sept jeunes maquisards furent massacrés.

## Personnalités liées à la commune
- Le paysagiste Alain Freytet y réside[31].